# Луговской, Максим Владимирович
Макси́м Влади́мирович Луговско́й (в шахматном сообществе получил прозвище «Ко́ксик»; род. 14 августа 1996, Курганинск, Краснодарский край) — российский шахматист, гроссмейстер (2017), тренер (имеет собственную школу). Серебряный призёр командного чемпионата России по рапиду 2019. В 2017 году выиграл этап Гран-при России в Грозном (Мемориал Ахмата Кадырова) и занял 2-е место (поделил 2-4 с Валерием Казаковским и Абхишеком Келкаром) в группе «B» на Аэрофлот Опен. В 2015 году занял 2-е место на гроссмейстерском турнире в Паневежисе.
Шахматами занимается с четырёх лет, в 7 лет получил 1-й разряд, в 10 стал КМС. Кроме шахмат играет в покер и футбол.